# 宇土市立宇土東小学校
宇土市立宇土東小学校（うとしりつ うとひがししょうがっこう）は、熊本県宇土市築篭町にある公立小学校。

## 沿革
- 1987年（昭和62年）4月1日 - 宇土市立宇土小学校より分離し開校
- 1996年（平成8年）11月8日 - 10周年記念式典
- 2006年（平成18年） - バリアフリー化。創立20周年記念式典

## 周辺
- 宇土駅
- 宇土東保育園
- 九州大豆食品協業組合

## 著名な卒業生
- 島田海吏（プロ野球選手）